# Церква Святого Апостола Луки (Золотники)
Церква Святого Апостола Луки в Золотниках — парафія та храм греко-католицької громади Зарваницького деканату Тернопільсько-Зборівської архієпархії Української греко-католицької церкви в селі Золотники Тернопільського району Тернопільської области.

## Історія церкви
Будівництво храму розпочалося у 1880 році за ініціативи місцевих жителів. П'ять шостих від необхідної суми зібрала громада, а решту коштів надали місцеві пани. Головою будівельного комітету був пан Буда, а будівельними роботами керував інженер Феррарі. Освячення храму відбулося у 1890 році, а парафію було відновлено у 1991 році, коли зареєстрували її статут.
25 лютого 2013 року відбулася єпископська візитація, яку провів митрополит Василій Семенюк. При парафії діють Марійська дружина, братство «Апостольство молитви», Вівтарна дружина та спільнота «Матері в молитві». Також у церкві є два хори: старший і молодіжний хор «Гармонія».

## Парохи
- о. Іван Сендецький (до 1946),
- о. Іван Якимів (1990—1991),
- о. Петро-Дмитро Квич,
- о. Мирослав Петрущак (з 1991).